# INVOKE
「INVOKE」（インヴォーク）は、T.M.Revolutionの17枚目のシングル。2002年10月30日にアンティノスレコードより発売された。

## 概要
- 3rdシングル「HEART OF SWORD 〜夜明け前〜」以来のアニメタイアップであり、西川がミゲル・アイマン役の声優として出演したテレビアニメ『機動戦士ガンダムSEED』第1期オープニングテーマ。同シリーズの主題歌では最多となる、24.7万枚（オリコン調べ）のセールスを記録した。
- カップリングの「Pied Piper -パイドパイパー-」は、ドイツの民間伝承『ハーメルンの笛吹き男』（英題：The Pied Piper of Hamelin）をモチーフとした楽曲である。
- 初回出荷分は、トレーディングカードゲーム『ガンダムウォー』に使用できるトレカと2種類の着せ替えジャケットが封入された。
- 今シングルでの曲名表記は「INVOKE」となっているが、上記のアニメのオープニングや以後収録されている6thアルバム『coordinate』などでの表記は「INVOKE -インヴォーク-」といった片仮名のサブタイトルが使われている。またこのような表記は、後に発表された前記のアルバム収録曲及び上記のアニメの挿入歌「Meteor -ミーティア-」や、18thシングル「Albireo -アルビレオ-」などの楽曲に引き継がれている。

## 収録内容
| 全作詞: 井上秋緒、全作曲・編曲: 浅倉大介。 |                                          |           |            |                                    |      |
| #                                          | タイトル                                 | 作詞      | 作曲・編曲 | 出版社                             | 時間 |
| 1.                                         | 「INVOKE」                               | 井上秋緒  | 浅倉大介   | ソニー・ミュージックパブリッシング | 4:20 |
| 2.                                         | 「Pied Piper -パイドパイパー-」          | 井上秋緒  | 浅倉大介   | ソニー・ミュージックアーティスツ   | 4:05 |
| 3.                                         | 「INVOKE」(phase shift armoured version) | 井上秋緒  | 浅倉大介   | ソニー・ミュージックパブリッシング | 6:23 |
| 4.                                         | 「INVOKE」(instrumental)                 | 井上秋緒  | 浅倉大介   |                                    | 4:18 |
| 合計時間:                                  | 合計時間:                                | 合計時間: | 19:06      |                                    |      |

## 参加ミュージシャン
- プログラミング、キーボード、シーケンスギター：浅倉大介
- ギター：葛城哲哉
- コーラス：白須衛治

## 収録アルバム
- 機動戦士ガンダムSEED COMPLETE BEST
- coordinate（#1）
- 1000000000000（#1）
- X42S-REVOLUTION（#1）
- UNDER:COVER 2（#1,セルフカバー）
- GEISHA BOY -ANIME SONG EXPERIENCE-（#1）

## 評価
2019年に開催されたソニー・ミュージックエンタテインメントのアニメソング人気投票キャンペーン「平成アニソン大賞」において作品賞（2000年 - 2009年）に選出された。

## カバー
- 桃井はるこ - 2008年12月3日発売のアルバム『more&more quality RED 〜Anime song cover〜』に収録。
- NoGoD - 2012年5月2日発売のアルバム『Counteraction -V-Rock covered Visual Anime songs Compilation-』に収録。
- 田村直美 - 2012年7月11日発売のアルバム『リスペクト フォー アニソン』に収録。
- Machico - 2014年6月11日発売のアルバム『COLORS』に収録。
- Mary's Blood - 2020年8月26日発売のアニソンカバーアルバム『Re>Animator』に収録[2][3]。
- Photon Maiden-2023年『D4DJGroovyMixカバートラックスvol.7』に収録